# Lumen Field
Lumen Field (vroeger Seahawks Stadium, Qwest Field en CenturyLink Field) is een multifunctioneel stadion, waarin 67.000 zitplaatsen zijn, dit kan worden uitgebreid naar 72.000 bij speciale evenementen.
Het stadion wordt gebruikt door drie sportteams uit de stad Seattle. Seattle Sounders FC dat uitkomt in de Major League Soccer, OL Reign dat speelt in de National Women's Soccer League en Seattle Seahawks dat speelt in de NFL.

## Naam
De naam van het stadion werd in juni 2004 veranderd in Qwest Field nadat Qwest de naamrechten kocht voor $75 miljoen. De rechten zijn voor 15 jaar verkocht. In 2011 veranderde het Qwest Field zijn naam in CenturyLink Field. In 2020 kreeg het de naam Lumen Field  nadat CenturyLink zichzelf omgedoopt had tot Lumen Technologies.

## CONCACAF Gold Cup
Dit stadion is verschillende keren uitgekozen als gaststadion tijdens een toernooi om de Gold Cup, het voetbaltoernooi voor landenteams van de CONCACAF. Tijdens de Gold Cup van 2005, 2009 en 2013 was dit stadion een van de stadions zijn waar voetbalwedstrijden werden gespeeld.
| № | Datum        | Wedstrijd                  | Uitslag | Gold Cup   | Toeschouwers |
| - | ------------ | -------------------------- | ------- | ---------- | ------------ |
| 1 | 7 juli 2005  | Canada – Costa Rica        | 0 – 1   | Groepsfase | 15.831       |
| 2 | 7 juli 2005  | Cuba – Verenigde Staten    | 1 – 4   | Groepsfase | 15.831       |
| 3 | 9 juli 2005  | Costa Rica – Cuba          | 3 – 1   | Groepsfase | 15.109       |
| 4 | 9 juli 2005  | Verenigde Staten – Canada  | 2 – 0   | Groepsfase | 15.109       |
| 5 | 4 juli 2009  | Haïti – Honduras           | 4 – 0   | Groepsfase | 15.387       |
| 6 | 4 juli 2009  | Verenigde Staten – Grenada | 4 – 0   | Groepsfase | 15.387       |
| 7 | 11 juli 2013 | Panama – Martinique        | 1 – 0   | Groepsfase | 28.354       |
| 8 | 11 juli 2013 | Mexico – Canada            | 2 – 0   | Groepsfase | 28.354       |